# Germany's Next Topmodel (mùa 13)
Germany's Next Topmodel, Mùa 13 là mùa thứ mười ba của Germany's Next Topmodel (thường được viết tắt là GNTM) được phát sóng trên mạng lưới truyền hình Đức ProSieben. Chương trình bắt đầu phát sóng vào ngày 8 tháng 2 năm 2018.
Người chiến thắng của mùa giải này là Toni Dreher-Adenuga, 18 tuổi từ Stuttgart. Cô giành được:
- 1 hợp đồng người mẫu với OneEins GmbH Management trị giá €140,000
- Lên ảnh bìa tạp chí Harper's Bazaar
- Giải thưởng tiền mặt trị giá 100.000€
- 1 chiếc Opel Adam

## Các thí sinh
(Tuổi tính từ ngày dự thi)
| Đội     | Thí sinh            | Tuổi | Quê quán                | Bị loại ở | Hạng               |
| ------- | ------------------- | ---- | ----------------------- | --------- | ------------------ |
| Michael | Selma Toroy         | 24   | Nürnberg                | Tập 2     | 29                 |
| Michael | Ivana Rajić-Hrnjić  | 22   | Bad Wildungen           | Tập 2     | 28 (dừng cuộc thi) |
| Michael | Viktoria Wendell    | 21   | Detmold                 | Tập 2     | 27–26              |
| Thomas  | Lania Barzanji      | 22   | Hamm                    | Tập 2     | 27–26              |
| Thomas  | Liane Polt          | 17   | Tyrol, Áo               | Tập 3     | 25                 |
| Michael | Julia Freimuth      | 17   | Plattling               | Tập 3     | 24                 |
| Thomas  | Lis Kanzler         | 22   | Pfaffenhofen an der Ilm | Tập 4     | 23–22              |
| Thomas  | Valèrie Wersche     | 24   | Zorneding               | Tập 4     | 23–22              |
| Thomas  | Karoline Seul       | 19   | Wesel                   | Tập 5     | 21                 |
| Thomas  | Franziska Schwager  | 23   | Hamburg                 | Tập 5     | 20–19              |
| Michael | Isabella Özdemir    | 22   | Pfullendorf             | Tập 5     | 20–19              |
| Michael | Sarah Amiri         | 19   | Wolfschlugen            | Tập 6     | 18                 |
| Michael | Gerda Lewis         | 25   | Köln                    | Tập 7     | 17                 |
| Michael | Anne Volkmann       | 23   | Passau                  | Tập 7     | 16                 |
| Thomas  | Stephanie Groll     | 19   | Starnberg               | Tập 8     | 15                 |
| Thomas  | Shari Streich       | 23   | Hamburg                 | Tập 9     | 14                 |
| Thomas  | Abigail Odoom       | 20   | Hürth                   | Tập 9     | 13                 |
| Thomas  | Bruna Rodrigues     | 24   | Offenbach am Main       | Tập 10    | 12-11              |
| Thomas  | Victoria Pavlas     | 19   | Viên, Áo                | Tập 10    | 12-11              |
| Thomas  | Zoe Saip            | 18   | Baden bei Wien, Áo      | Tập 11    | 10                 |
| Thomas  | Trixi Giese         | 17   | Toulouse, Pháp          | Tập 12    | 9                  |
| Michael | Klaudia Giez        | 21   | Berlin                  | Tập 14    | 8-7                |
| Michael | Sara Leutenegger    | 23   | Zurich, Thụy Sĩ         | Tập 14    | 8-7                |
| Michael | Sally Haas          | 17   | Remscheid               | Tập 14    | 6                  |
| Thomas  | Jennifer Michalczyk | 22   | Niederkassel            | Tập 15    | 5                  |
| Thomas  | Christina Peno      | 21   | Dudenhofen              | Tập 16    | 4                  |
| Michael | Pia Riegel          | 22   | München                 | Tập 16    | 3                  |
| Michael | Julianna Townsend   | 20   | Klein-Winternheim       | Tập 16    | 2                  |
| Michael | Toni Dreher-Adenuga | 18   | Stuttgart               | Tập 16    | 1                  |

## Thứ tự gọi tên
| 1  | Toni                                                                | Pia                                                      | Toni                         | Sally                              | Klaudia            | Gerda     | Sally               | Klaudia   | Julianna Toni | Sara      | Christina | Julianna   | Julianna                   | Jennifer     | Toni      | Toni      | Julianna | Toni     |
| 2  | Trixi                                                               | Bruna                                                    | Trixi                        | Abigail                            | Toni               | Trixi     | Julianna            | Toni      | Julianna Toni | Toni      | Toni      | Pia        | Christina                  | Toni         | Pia       | Pia       | Toni     | Julianna |
| 3  | Abigail                                                             | Sara                                                     | Pia                          | Bruna                              | Christina          | Klaudia   | Trixi               | Pia       | Sally         | Trixi     | Jennifer  | Klaudia    | Pia                        | Pia          | Christina | Julianna  | Pia      |          |
| 4  | Lis                                                                 | Trixi                                                    | Stephanie                    | Zoe                                | Julianna           | Zoe       | Bruna               | Shari     | Zoe           | Jennifer  | Julianna  | Christina  | Sally                      | Christina    | Julianna  | Christina |          |          |
| 5  | Shari                                                               | Julianna                                                 | Bruna                        | Julianna                           | Sarah              | Sara      | Toni                | Christina | Trixi         | Zoe       | Pia       | Jennifer   | Jennifer Klaudia Sara Toni | Julianna     | Jennifer  |           |          |          |
| 6  | Franziska                                                           | Shari                                                    | Sara                         | Jennifer                           | Trixi              | Victoria  | Jennifer            | Sara      | Klaudia       | Klaudia   | Trixi     | Toni       | Jennifer Klaudia Sara Toni | Sally        |           |           |          |          |
| 7  | Valèrie                                                             | Abigail                                                  | Karoline                     | Pia                                | Stephanie          | Pia       | Sara                | Victoria  | Christina     | Pia       | Sara      | Sally Sara | Jennifer Klaudia Sara Toni | Klaudia Sara |           |           |          |          |
| 8  | Bruna                                                               | Isabella                                                 | Gerda                        | Shari                              | Abigail            | Shari     | Pia                 | Zoe       | Sara          | Christina | Klaudia   | Sally Sara | Jennifer Klaudia Sara Toni | Klaudia Sara |           |           |          |          |
| 9  | Klaudia                                                             | Ivana                                                    | Abigail                      | Franziska                          | Anne               | Anne      | Klaudia             | Julianna  | Jennifer      | Julianna  | Sally     | Trixi      |                            |              |           |           |          |          |
| 10 | Victoria                                                            | Christina                                                | Julianna                     | Stephanie                          | Sally              | Christina | Christina Stephanie | Jennifer  | Pia           | Sally     | Zoe       |            |                            |              |           |           |          |          |
| 11 | Pia                                                                 | Zoe                                                      | Franziska                    | Klaudia                            | Shari              | Abigail   | Christina Stephanie | Abigail   | Bruna         | Victoria  |           |            |                            |              |           |           |          |          |
| 12 | Julianna                                                            | Liane                                                    | Lis                          | Gerda                              | Sara               | Julianna  | Shari               | Sally     | Victoria      | Bruna     |           |            |                            |              |           |           |          |          |
| 13 | Julia                                                               | Gerda                                                    | Sarah                        | Karoline                           | Jennifer           | Toni      | Abigail             | Bruna     | Abigail       |           |           |            |                            |              |           |           |          |          |
| 14 | Sara                                                                | Klaudia                                                  | Jennifer Sally Shari Valèrie | Isabella                           | Pia                | Stephanie | Victoria            | Trixi     | Shari         |           |           |            |                            |              |           |           |          |          |
| 15 | Lania                                                               | Victoria                                                 | Jennifer Sally Shari Valèrie | Trixi                              | Zoe                | Bruna     | Zoe                 | Stephanie |               |           |           |            |                            |              |           |           |          |          |
| 16 | Sarah                                                               | Franziska                                                | Jennifer Sally Shari Valèrie | Toni                               | Gerda              | Sally     | Anne                |           |               |           |           |            |                            |              |           |           |          |          |
| 17 | Christina Isabella Jennifer Karoline Liane Sally Stephanie Viktoria | Toni                                                     | Jennifer Sally Shari Valèrie | Anne Christina Sara Sarah Victoria | Bruna              | Jennifer  | Gerda               |           |               |           |           |            |                            |              |           |           |          |          |
| 18 | Christina Isabella Jennifer Karoline Liane Sally Stephanie Viktoria | Sarah                                                    | Anne                         | Anne Christina Sara Sarah Victoria | Victoria           | Sarah     |                     |           |               |           |           |            |                            |              |           |           |          |          |
| 19 | Christina Isabella Jennifer Karoline Liane Sally Stephanie Viktoria | Anne Jennifer Julia Karoline Lis Sally Stephanie Valèrie | Christina                    | Anne Christina Sara Sarah Victoria | Franziska Isabella |           |                     |           |               |           |           |            |                            |              |           |           |          |          |
| 20 | Christina Isabella Jennifer Karoline Liane Sally Stephanie Viktoria | Anne Jennifer Julia Karoline Lis Sally Stephanie Valèrie | Klaudia                      | Anne Christina Sara Sarah Victoria | Franziska Isabella |           |                     |           |               |           |           |            |                            |              |           |           |          |          |
| 21 | Christina Isabella Jennifer Karoline Liane Sally Stephanie Viktoria | Anne Jennifer Julia Karoline Lis Sally Stephanie Valèrie | Isabella Victoria Zoe        | Anne Christina Sara Sarah Victoria | Karoline           |           |                     |           |               |           |           |            |                            |              |           |           |          |          |
| 22 | Christina Isabella Jennifer Karoline Liane Sally Stephanie Viktoria | Anne Jennifer Julia Karoline Lis Sally Stephanie Valèrie | Isabella Victoria Zoe        | Valèrie                            |                    |           |                     |           |               |           |           |            |                            |              |           |           |          |          |
| 23 | Christina Isabella Jennifer Karoline Liane Sally Stephanie Viktoria | Anne Jennifer Julia Karoline Lis Sally Stephanie Valèrie | Isabella Victoria Zoe        | Lis                                |                    |           |                     |           |               |           |           |            |                            |              |           |           |          |          |
| 24 | Christina Isabella Jennifer Karoline Liane Sally Stephanie Viktoria | Anne Jennifer Julia Karoline Lis Sally Stephanie Valèrie | Julia                        |                                    |                    |           |                     |           |               |           |           |            |                            |              |           |           |          |          |
| 25 | Zoe                                                                 | Anne Jennifer Julia Karoline Lis Sally Stephanie Valèrie | Liane                        |                                    |                    |           |                     |           |               |           |           |            |                            |              |           |           |          |          |
| 26 | Anne                                                                | Anne Jennifer Julia Karoline Lis Sally Stephanie Valèrie |                              |                                    |                    |           |                     |           |               |           |           |            |                            |              |           |           |          |          |
| 27 | Gerda                                                               | Lania                                                    |                              |                                    |                    |           |                     |           |               |           |           |            |                            |              |           |           |          |          |
| 28 | Ivana Selma                                                         | Viktoria                                                 |                              |                                    |                    |           |                     |           |               |           |           |            |                            |              |           |           |          |          |
| 29 | Ivana Selma                                                         | Selma                                                    |                              |                                    |                    |           |                     |           |               |           |           |            |                            |              |           |           |          |          |

     Thí sinh có tấm ảnh đẹp nhất tuần
     Thí sinh được miễn loại
     Thí sinh bị loại
     Thí sinh bị loại trước khi đánh giá
     Thí sinh dừng cuộc thi
     Thí sinh không bị loại khi rơi vào cuối bảng
     Thí sinh ban đầu bị loại nhưng được cứu
     Thí sinh chiến thắng cuộc thi
- Thứ tự gọi tên chỉ lần lượt từng người an toàn

### Buổi chụp hình
- Tập 1: Tạo dáng trong trang phục nghỉ mát trong 60 giây (casting)
- Tập 2: Ảnh trắng đen khỏa thân ở bãi biển
- Tập 3: Trang phục lông thú trên bạt lò xo
- Tập 4: Diện mạo mới; Ảnh thẻ trắng đen
- Tập 5: Nàng tiên trên cỗ máy kì lân
- Tập 6: Video chuyển động: Trận chiến Hip Hop
- Tập 7: Tạo dáng với người mẫu nam khỏa thân
- Tập 8: Video chuyển động: Cô dâu giận dữ trong quán bar
- Tập 9: Ảnh trắng đen danh ca Hollywood trên cao
- Tập 10: Thời trang thể dục dụng cụ
- Tập 11: Tắm ở giữa đường phố Los Angeles
- Tập 12: Video chuyển động: Quảng cáo sản phẩm thời trang vào những năm 1960
- Tập 13: Người cá dưới nước
- Tập 14: Hoán đổi giới tính với Alessandra Ambrosio
- Tập 15: Ảnh bìa tạp chí Harper's Bazaar
- Tập 16: Tạo dáng với ca sĩ Wincent Weiss